# Łubnie (stacja kolejowa)
Łubnie (ukr: Станція Лубни) – stacja kolejowa w miejscowości Łubnie, w obwodzie połtawskim, na Ukrainie. Jest częścią administracji połtawskiej Kolei Południowej. Znajduje się na linii Kijów – Połtawa.

## Linie kolejowe
- Linia Kijów – Połtawa